# 臺中市二二八紀念碑
24°07′26″N 120°41′09″E / 24.123925°N 120.685875°E
臺中市二二八紀念碑，位在臺灣臺中市東區東峰公園的二二八和平紀念碑，1995年臺中市市長林柏榕任內落成。

## 建立
1989年起，臺灣各地陸續設置二二八紀念碑。其中省轄市時的台中市部分，在議員王世勛倡議下興建，獲得過半數台中市第十一屆議員連署。台中市政府在八十三年度編列新台幣三百萬元，作籌建經費。
1994年1月12日，台中市政府招開第一次臺中市二二八紀念碑籌建委員會議，出席者有民政局長蕭清杰、市府主任秘書蔡政忠、中興大學歷史研究所所長黃秀政、東海大學歷史學系教授洪敏麟、二二八關懷協會會長王春發等，針對立碑處、碑文、工程進行討論。2月28日，二二八事件參與者鍾逸人、前台獨聯盟主席許世楷、議員何敏誠、議員王世勛舉行記者會，建議應將建碑地點選在市府前廣場。5月16日，台中市二二八紀念碑籌建委員會決定選用東海大學教授洪敏麟、重耀建築事務所李學忠、姜修恆所設計的圖樣，並委請市議員李明憲製作浮雕。
民政局提案在東峰公園建碑，因有面積寬廣、視野遼闊、有林園大道等優點。1994年10月發包興建，設在此公園原先一座高約四點六公尺的人工小山丘台地上。由於建造時並未告知此台地的設計師唐真真，引起他抱怨市府不尊重智慧財產權。

## 造型

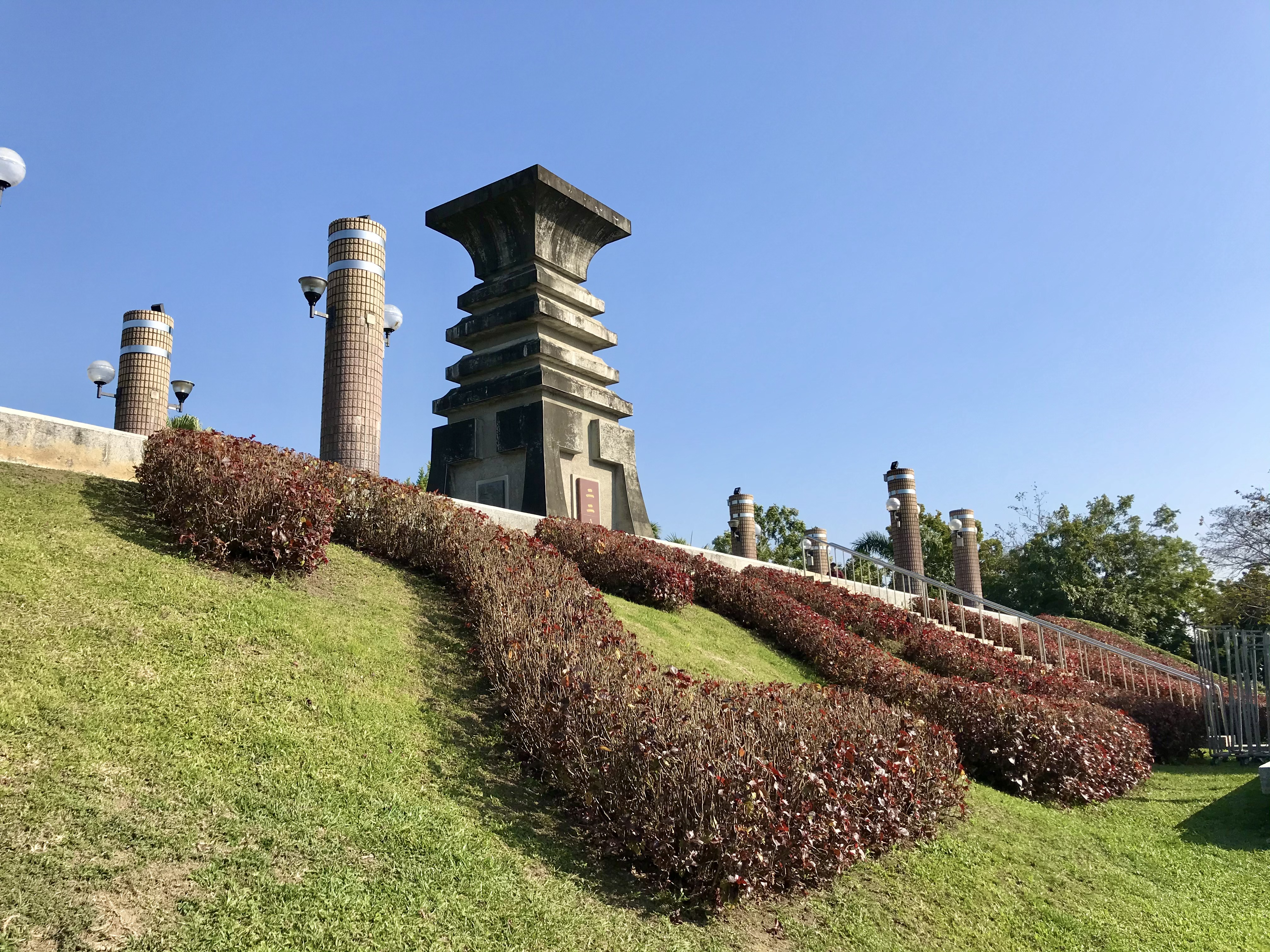
遠景

碑高度約為十三公尺，四週各有四根圓形石柱拱衛，碑體四面以「228」字體設計造型，浮雕為王昌敏所設計。三面各為受難、忍痛向前及和平新世紀主題。如以一對男女造型象徵當時被束縛的生活與思想、兩隻和平鴿隱喻著人們的緬懷追思和盼望。

## 落成
原先預定為1995年二二八和平紀念日舉行落成，但遭遇衛爾康餐廳大火而順延。6月15日落成典禮時，市長林柏榕致詞說起幼時老師從此天人永隔，及台灣人原以為生活可獲得改善，卻日子更亂精神更痛苦等話，不禁掩面而泣。
同年7月25日，由於碑所在的台地原設計未保留洩水孔，導致豪雨撐破擋土牆，基座塌陷呈傾斜。27日，市府緊急責成包商修復。

## 碑文

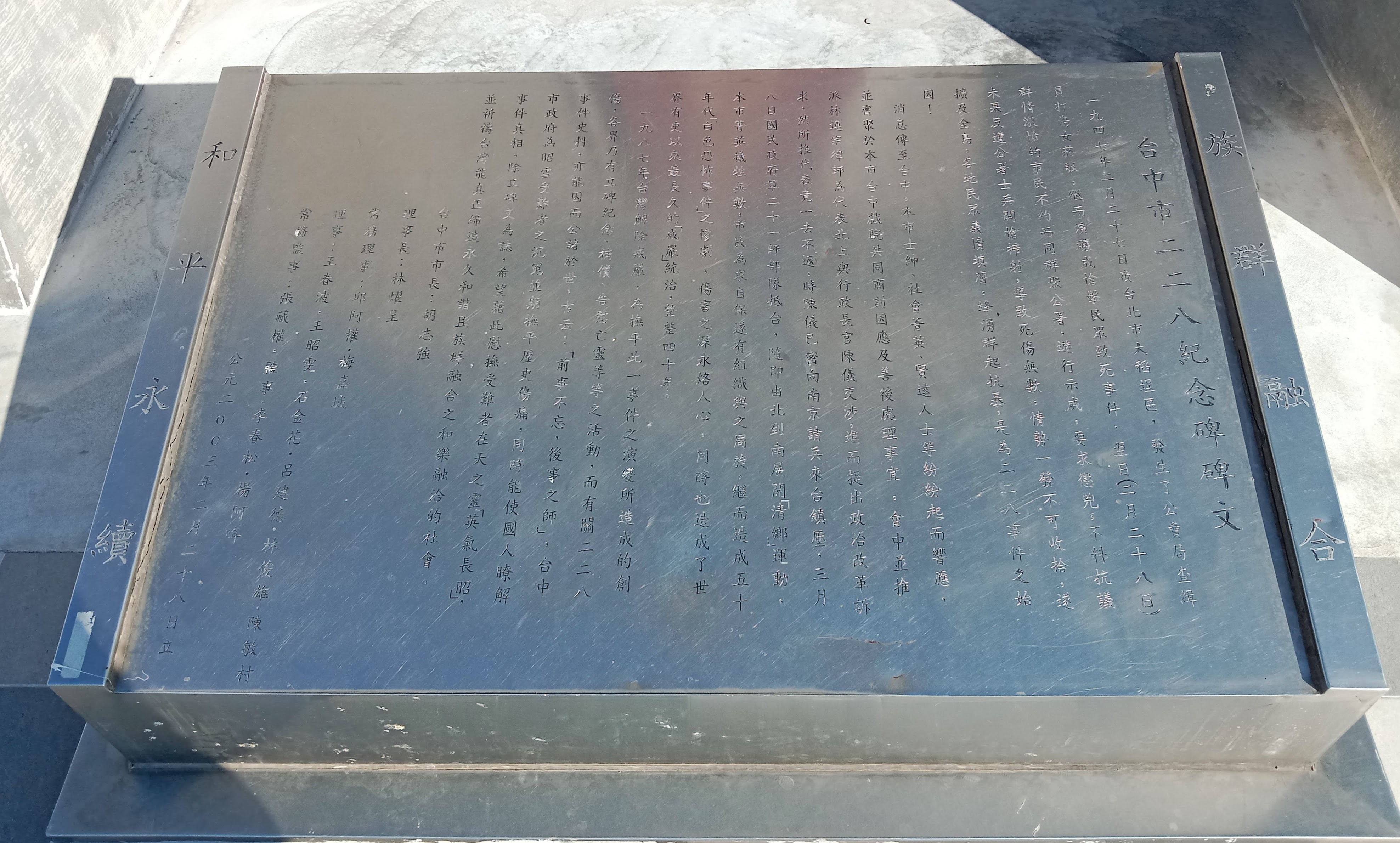
臺中市二二八紀念碑碑文

林柏榕回憶曾請擬了五篇碑文，但大家意見都不同，導致落成時無碑文。如二二八關懷協會理事長王春發表示，市府的紀念碑文，雖獲得建碑委員會共識，但其內容不但與歷史不符，且文言白話相互摻雜，也未經受難者家屬的同意。2001年2月28日紀念會時，市長張溫鷹說「有聲不如無聲，有文不如無文」，但希望中央儘快制定統一的碑文，讓各縣市政府能立文。直到2002年胡志強任市長時，爭得二二八關懷協會及遺族們同意，2003年設立碑文，才結束有碑無文的八年。

## 外部連結
- 台北二二八紀念館-全台紀念碑與紀念館-臺中市二二八紀念碑 （页面存档备份，存于）